# Ashlie Atkinson
Ashlie Atkinson (Little Rock, Arkansas, 6 de agosto de 1977) es una actriz estadounidense. Ashlie estudió interpretación en The Neighborhood Playhouse School of the Theater en la Ciudad de Nueva York.

## Primeros años
Atkinson nació en Little Rock, Arkansas. Se mudó a Nueva York a los 17 años y asistió al Barnard College. Después de un año, regresó a Arkansas y se graduó en el Hendrix College en 2001 con un Grado en ciencias políticas y religión. 

## Carrera
Fue vista por el director Jace Alexander cuando actuaba en una represantación escolar de Neighborhood Playhouse, lo que le llevó a aparecer en Ley y Orden y Rescue Me.  Mientras estaba en un descanso entre las temporadas de 2004 y de 2005 de Rescue Me, interpretó a Helen, una bibliotecaria de talla grande y cara dulce en la obra de Neil LaBute 2004 Fat Pig, por la cual ganó un premio Theatre World por 'Mejor Debut en Off-Broadway', así como nominaciones para los premios Lucille Lortel y Outer Critics Circle.  También apareció en una reposición de Broadway de The Ritz en 2007.  Los créditos de Atkinson en el cine y la televisión incluyen Plan Oculto, Margot y la Boda, No es sólo otra película gay,  Ley y Orden y Rescue Me.
En 2006, Atkinson se convirtió en la cara de un personaje ficticio llamado Chunky Pam. Pam apareció en una promoción navideña para MTV llamada XXXLMAS, una promoción del día de San Valentín llamada Pampered, y un vídeo musical de una sola vez titulado Dirrrty Jerzy, en el cual ella rapea sobre ser de Nueva Jersey.
Desde 2003, Atkinson ha patinado y ha sido miembro del equipo de roller derby Gotham Girls, bajo el nombre de 'Margaret Thrasher'.
Atkinson protagoniza como 'Dakota Prentiss' en un pódcast de noir thriller y ciencia ficción y de 14 episodios llamado Steal the Stars Archivado el 12 de febrero de 2019 en Wayback Machine. (2017), sobre la historia de dos empleados del gobierno que guardan el secreto más grande del mundo: un OVNI estrellado.

## Lista parcial de créditos de teatro
- The 24 Hour Plays (2005)
- Fat Pig (2005)
- Making Marilyn (2005)
- The Butcher of Baraboo (2005)
- The Ritz (2007)

### Premios & nominaciones
- 2005, ganó el premio Theatre World al 'Mejor Debut en Off-Broadway' por Fat Pig[3][5]
- 2005, nominada, premio Lucille Lortel a la 'Mejor Actriz' Fat Pig[3][5]
- 2005, nominada, premio Outer Critics Circle por Fat Pig[5]

## Filmografía
- Ley y Orden (1 episodio, 2004) (TV)
- Acting Class (2005)
- Rescue Me (6 episodios, 2004–2005) (TV)
- Filthy Gorgeous (2006) (TV)
- The Wedding Album (2006) (TV)
- Plan Oculto (2006)
- No es sólo otra película gay (2006)
- Puccini for Beginners (2006)
- 3 lbs. (2 episodios, 2006) (TV)
- Me and Lee? (2007)
- Ley y Ordenː Acción Criminal (1 episodio, 2007) (TV)
- Margot y la boda  (2007)
- The Guitar (2008)
- Quid Pro Quo (2008/I)
- Another Gay Sequel: Gays Gone Wild! (2008)
- Last Call (2008/I)
- The Unusuals (1 episodio, 2009) (TV)
- Increíble pero falso (2009)
- Hungry Years (2009)
- When the Evening Comes (2009)
- BearCity  (2009)
- All Good Things (2009)
- 13 (2010)
- An Invisible Sign of My Own (2010)
- Louie (1 episodio, 2010)
- Compliance (2012)
- Cold Comes the Night (2013)
- El lobo de Wall Street (2013)
- Us & Them (2014) (TV)
- Nurse Jackie (1 episodio, 2014) (TV)
- Bull (2018) (TV)
- Infiltrado en el KKKlan (2018)
- Elementary (2 episodios, 2014-2018) (TV)
- Mr. Robot (2019)